# Tremella normandinae
Tremella normandinae är en svampart som beskrevs av Diederich 1996. Tremella normandinae ingår i släktet Tremella och familjen Tremellaceae.   Inga underarter finns listade i Catalogue of Life.